# Želva Muhlenbergova
Želva Muhlenbergova (Glyptemys muhlenbergii) je druh želvy z čeledi emydovití. Jde o endemit USA, na Červeném seznamu IUCN je vedena jako kriticky ohrožený taxon. Jde o nejmenší americkou želvu, karapax měří okolo 10 cm.

## Objev
Popsána byla Johannem Davidem Schoepffem v roce 1801 a nese jméno amerického přírodovědce G. H. E. Muhlenberga, jenž ji objevil při průzkumu Pensylvánie.

## Výskyt
Vyskytuje se na východě USA, kde tvoří skupinky okolo 20 jedinců. Jejím přirozeným prostředím jsou vápencové mokřady, včetně luk, rašelinišť, slatinišť a pramenišť s vlhkými i suchými oblastmi. 
Lze ji nalézt na území od Vermontu na severu, po Georgii na jihu a po Ohio na západě. Jde o státního plaza New Jersey.
Její reprodukce je pomalá, přesto ji úspěšně chovají v ZOO Bronx od roku 1973.

## Galerie

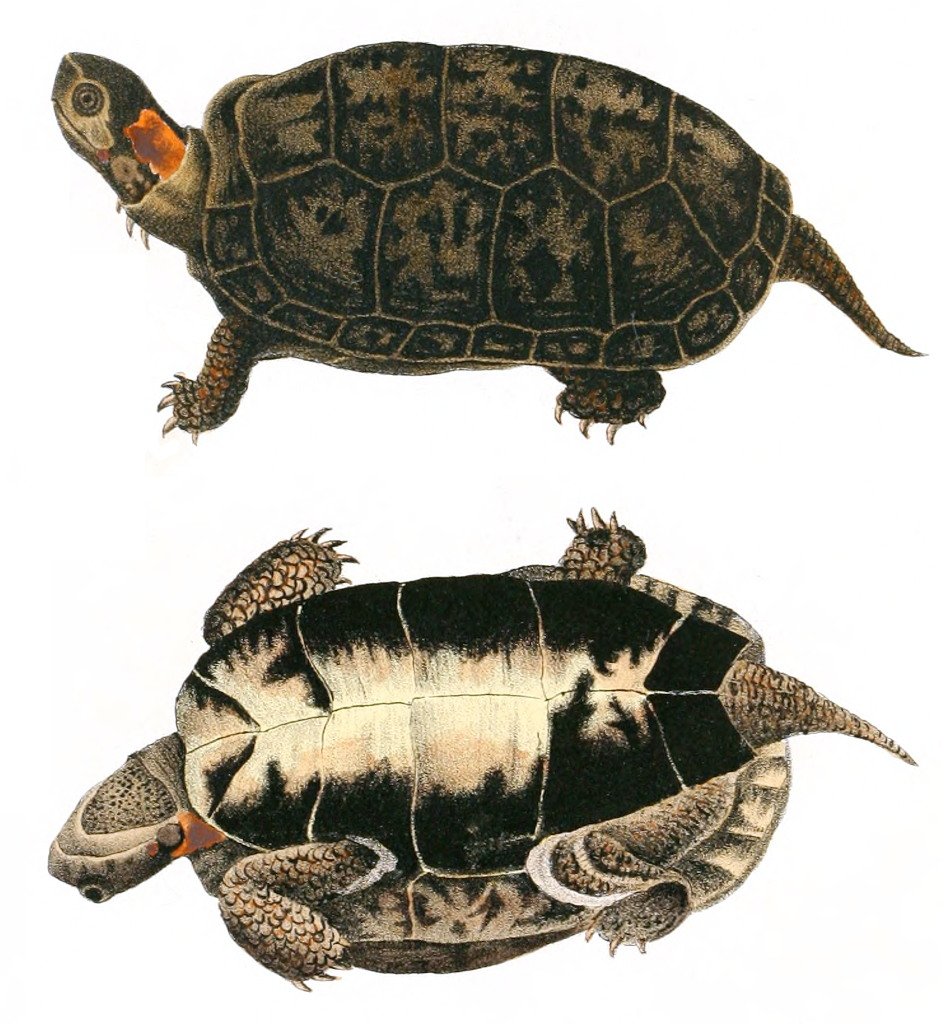
kresba želvy